# Wallace Beery

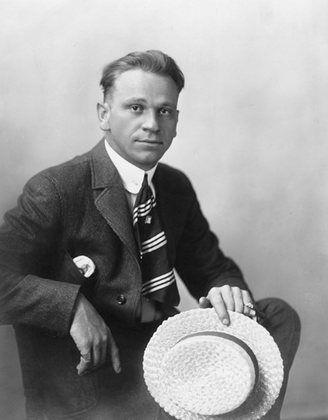
Wallace Beery (1914)

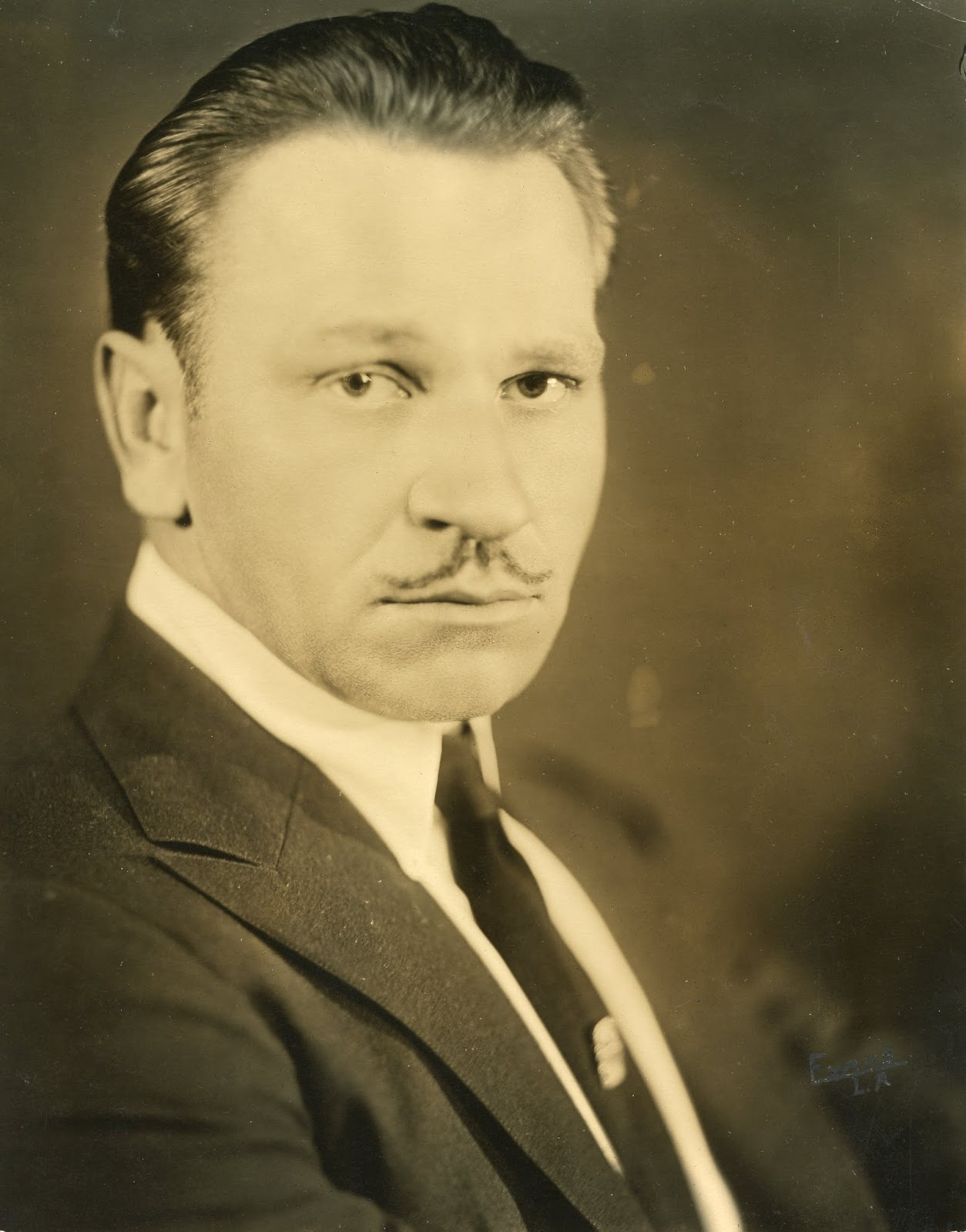
Wallace Beery, 1921

Wallace Beery (* 1. April 1885 in Kansas City, Missouri; † 15. April 1949 in Beverly Hills) war ein US-amerikanischer Schauspieler, ein populärer Hollywood-Star der 1920er- bis 1940er-Jahre. Für seine Leistung in Der Champ wurde er 1932 mit dem Oscar als bester Hauptdarsteller ausgezeichnet.

## Karriere
Wallace Beery folgte seinem älteren Bruder, dem Schauspieler Noah Beery senior, um 1900 in die Unterhaltungsbranche. Über Auftritte im Vaudeville kam er zu Beginn der 1910er-Jahre an den Broadway. 1913 folgten erste Filmauftritte für die Produktionsfirma Essanay, wonach er zu einem bekannten Filmdarsteller aufstieg. Wallace Beery wechselte in den 1920er-Jahren zu Paramount, wo er als Charakterdarsteller unter anderem in Die verlorene Welt von 1925 mitwirkte. 1929 trat er in Chinatown Nights auf, einem der letzten Stummfilme von Paramount, in dem er eine von Florence Vidor gespielte junge Frau in die sexuelle Abhängigkeit und Drogensucht führt. 
Mit Beginn des Tonfilms wechselte Beery auf Veranlassung von Irving Thalberg zu Metro-Goldwyn-Mayer. Mit drei großen Erfolgen wurde er 1930 zu einem der wichtigsten männlichen Stars des Studios. In Hölle hinter Gittern war Beery als Anführer einer Gefangenenrevolte zu sehen und wurde für seine Darstellung für den Oscar als bester Darsteller nominiert. Im selben Jahr konnte er in Make Way For a Sailor neben John Gilbert und einem dressierten Seehund sein komisches Talent zu zeigen. Sein dritter Film, Die fremde Mutter, wurde zu einem der größten finanziellen Erfolge des Jahres und war die erste Zusammenarbeit mit Marie Dressler.
In den folgenden Jahren war Wallace Beery gelegentlich in zwielichtigen Rollen eingesetzt, so als Gangster in The Secret Six an der Seite von Jean Harlow und Clark Gable oder als vom Bankrott bedrohter Industrieller in Menschen im Hotel. Am häufigsten verlegte sich Beery jedoch auf die Darstellung von zwar ungeschliffenen, am Ende aber gutherzigen Charakteren. Von 1932 bis 1935 sowie 1940 war Beery in der Liste der 10 kassenträchtigsten Kinostars des Landes aufgeführt, die alljährlich auf Basis einer Umfrage unter amerikanischen Kinobetreibern erstellt wurde.
Für seine Darstellung eines abgehalfterten Boxers in King Vidors Der Champ, der zu einem letzten Comeback ansetzt, gewann Wallace Beery den Oscar als bester Hauptdarsteller. Mit dem Kinderstar Jackie Cooper, der in dem Film seinen Sohn spielte, war Beery noch in drei weiteren Filmen zu sehen: The Bowery, Die Schatzinsel und O'Shaughnessy's Boy. Um 1933 erreichte Beerys Karriere ihren Höhepunkt mit Auftritten in Dinner um acht, einer Komödie mit Starbesetzung, und Tugboat Annie, wieder mit Marie Dressler als Partnerin. 
1934 übernahm die Hauptrolle als Pancho Villa in der kontrovers aufgenommenen Filmbiografie Schrei der Gehetzten.  Nach seinem Auftritt in Abenteuer im Gelben Meer mit Jean Harlow und Clark Gable als Co-Stars fand Beery sich allerdings zunehmend in B-Filmen wieder. 1939 kam Sergeant Madden mit ihm in der Titelrolle in den Verleih, bei dem Josef von Sternberg Regie führte. In den 1940er-Jahren erlebte Beery einen erneuten Karriereaufschwung und bildete in mehreren Filmen mit der Charakterdarstellerin Marjorie Main ein beliebtes Leinwandpaar. Zu diesem Zeitpunkt war der Schauspieler häufig neben Kinderstars wie Margaret O’Brien, Elizabeth Taylor und Dean Stockwell zu sehen. Eine seiner letzten Filmrollen war 1948 das Filmmusical Wirbel um Judy neben Jane Powell, Elizabeth Taylor und Carmen Miranda.

## Privates
Der Hollywood-Star war der Onkel des Schauspielers Noah Beery junior. Wallace Beery ging zwei Ehen ein. Seine erste Ehefrau war Gloria Swanson, die er 1916 heiratete. Die Ehe war nach Aussagen von Swanson geprägt von häuslicher Gewalt und endete 1919 in Scheidung. Seine zweite Ehe, die er 1924 schloss und aus der eine Tochter hervorging, endete 1939 ebenfalls mit einer Scheidung. 
Wallace Beery galt als schwer umgänglicher Mann und viele seiner Co-Darsteller, darunter die Kinderstars Jackie Cooper und Margaret O’Brien, äußerten sich negativ über sein Temperament. In den letzten Jahrzehnten wurde diskutiert, ob Beery in den Tod des Filmkomikers Ted Healy im Dezember 1937 verwickelt gewesen sein soll. Healy starb 41-jährig einen Tag, nachdem er laut den Aussagen mehrerer Augenzeugen in einer Kneipenschlägerei mit Beery schwer verletzt wurde. Der Einfluss von Beerys Studio Metro-Goldwyn-Mayer soll ihn aus der Affäre gehalten haben, so die umstrittene, aber vielfach publizierte Theorie.
Beery starb im April 1949 im Alter von 64 Jahren unerwartet an einem Herzinfarkt.

## Auszeichnungen
- Oscarverleihung 1930 (November): Nominierung als bester Hauptdarsteller für Hölle hinter Gittern
- Oscarverleihung 1932: Oscar/Bester Hauptdarsteller für Der Champ. Fredric March wurde ebenfalls als bester Darsteller ausgezeichnet für seinen Auftritt in Dr. Jekyll und Mr. Hyde. Beide Schauspieler hatten im Wahlverfahren jeweils die nahezu gleiche Anzahl von Stimmen erhalten. March soll eine Stimme mehr erhalten haben, allerdings besagten die Regeln der Academy damals, dass bei einer Differenz von bis zu drei Stimmen beide Nominierte einen Preis erhalten sollen. Heute käme es nur noch bei exakter Stimmengleichheit zu mehreren Auszeichnungen.[8]

## Filmografie (Auswahl)
- 1916: A Dash of Courage
- 1917: Teddy at the Throttle
- 1918: Johanna Enlists
- 1919: The Unpardonable Sin
- 1919: Victory
- 1920: Der letzte Mohikaner (The Last of the Mohicans)
- 1921: Die vier Reiter der Apokalypse (The Four Horsemen of the Apocalypse)
- 1922: Wild Honey
- 1922: Trouble
- 1922: Robin Hood (Robin Hood)
- 1922: Der blinde Wolf (The Man from Hell’s River)
- 1922: Nur ein Ladenmädchen (Only a Shop Girl)
- 1923: Drei Zeitalter (The Three Ages)
- 1923: Die Bluthochzeit (Ashes of Vengeance)
- 1924: Die rote Lilie (The Red Lily)
- 1924: Ihr Junge (So Big)
- 1924: Die Seeteufel (The Sea Hawk)
- 1925: Der Bandit (The Great Divide)
- 1925: Die verlorene Welt (The Lost World)
- 1925: Der Wanderer (The Wanderer)
- 1926: Hochzeitsglocken im Feuerregen (Volcano!)
- 1926: Korsaren (Old Ironsides)
- 1926: Riff und Raff im Weltkrieg (Behind the Front)
- 1928: Riff und Raff als Frauenhelden (Wife Savers)
- 1928: Partners in Crime
- 1928: Beggars of Life
- 1930: Hölle hinter Gittern (The Big House)
- 1930: Jenny Lind (A Lady's Morals)
- 1930: Billy the Kid
- 1930: Die fremde Mutter (Min and Bill)
- 1931: The Secret Six
- 1931: Der Champ (The Champ)
- 1931: Juwelenraub in Hollywood (The Stolen Jools)
- 1931: Wolkenstürmer (Hell Divers)
- 1932: Menschen im Hotel (Grand Hotel)
- 1932: Ring frei für die Liebe (Flesh)
- 1933: Die Hafen-Annie (Tugboat Annie)
- 1933: Dinner um acht (Dinner at Eight)
- 1933: The Bowery
- 1934: Die Schatzinsel (Treasure Island)
- 1934: Schrei der Gehetzten (Viva Villa!)
- 1934: Zirkus Barnum (The Mighty Barnum)
- 1935: Abenteuer im Gelben Meer (China Seas)
- 1935: Helden von heute (West Point of the Air)
- 1935: O’Shaughnessy’s Boy
- 1935: Ah, Wilderness!
- 1937: Das letzte Sklavenschiff (Slave Ship)
- 1938: Stablemates
- 1939: Stand Up and Fight
- 1939: Sergeant Madden
- 1940: 20 Mule Team
- 1940: Wyoming
- 1943: Salute to the Marines
- 1944: Rationing
- 1945: This Man’s Navy
- 1946: Eine Falle für den Banditen (Bad Bascomb)
- 1947: The Mighty McGurk
- 1948: Alias a Gentleman
- 1948: Wirbel um Judy (A Date with Judy)
- 1949: Big Jack